# Zarzalejo
Zarzalejo és un municipi de la Comunitat de Madrid, a Espanya. El 2023 tenia 1.803 habitants.